# Contea di Telšiai
La contea di Telšiai (in lituano Telšiu apskritis) è una delle dieci contee della Lituania.
Dal 1º luglio 2010 ne sono stati soppressi gli organi amministrativi, dunque la contea ha solo valore statistico-territoriale.

## Comuni
La contea è divisa in 4 comuni. (Dati del 1º gennaio 2010)
- Comune di Rietavas (9.837)
- Comune distrettuale di Telšiai (53.821)
- Comune distrettuale di Plungė (43.044)
- Comune distrettuale di Mažeikiai (64.430)